# Live at Hammersmith Odeon (album Kate Bush)
Live at Hammersmith Odeon – koncertowy album Kate Bush wydany w roku 1994.

## Lista utworów
1. „Moving” – 3:32
2. „Them Heavy People” – 4:02
3. „Violin” – 3:32
4. „Strange Phenomena” – 3:26
5. „Hammer Horror” – 4:25
6. „Don't Push Your Foot on the Heartbrake” – 4:00
7. „Wow” – 4:00
8. „Feel It” – 3:14
9. „Kite” – 6:12
10. „James and the Cold Gun” – 8:44
11. „Oh England My Lionheart” – 3:23
12. „Wuthering Heights” – 4:50